# Neobisium slovacum
Neobisium slovacum – gatunek zaleszczotka z rodziny Neobisiidae. Zamieszkuje jaskinie krasowe w Karpatach Zachodnich.

## Taksonomia
Takson ten opisany został po raz pierwszy w 1977 roku przez Jána Guličkę. Jako miejsce typowe wskazano Starą Brzotínską jaskynię koło Brzotínu na Słowacji. W 2019 roku Martina Červená, František Šťáhlavský, Vladimír Papáč, Ľubomír Kováč oraz Jana Christophoryová dokonali redeskrypcji gatunku uwzględniającej dane cytogenetyczne i stadia rozwojowe.

## Morfologia i cytogenetyka
Zaleszczotek ten osiąga od 2,8 do 3,97 mm długości ciała, w tym od 0,91 do 1,19 mm długości karapaksu. Z kolei szerokość karapaksu mierzona z tyłu osiąga od 0,86 do 1,08 mm. Karapaks ma kształt dłuższego niż szerszego prostokąta i pozbawiony jest epistomu. Ubarwienie ciała jest żółtawe z jasnobrązowymi szczękoczułkami i nogogłaszczkami. Zaleszczotek jest całkowicie ślepy. Na jego prosomie brak zarówno oczu soczewkowych jak i plamek ocznych. Ciało porastają długie i spiczaste szczecinki. Obecna jest przynajmniej jedna szczecinka subokularna. Na chetotaksję karapaksu składa się od 16 do 21 szczecinek, przy czym na jego krawędzi tylnej zwykle osadzone są 4 szczecinki. Zaleszczotek ten ma niepodzielone tergity i sternity. Szczękoczułki zwieńczone są szczypcami; ich palec ruchomy ma kilka ząbków, a dłoń pięć szczecinek. Brak jest rozgałęzionego wyrostka zwanego galea. Rallum szczękoczułków składa się z ośmiu blaszek, z których dwie odsiebne są ząbkowane. Długość szczękoczułków wynosi od 0,61 do 0,78 mm, a szerokość od 0,29 do 0,4 mm. Nogogłaszczki zaopatrzone są w szczypce, na których palcach znajdują się ujścia gruczołów jadowych. Ich palec nieruchomy ma ząbki nierównych długości, a krętarz pozbawiony jest guzków. Udo nogogłaszczków osiąga 1,66–1,93 mm długości i 0,2–0,27 mm szerokości. Wszystkie cztery pary odnóży krocznych pozbawione są kolców na biodrach. Biodro pierwszej ich pary ma długi i spiczasty wyrostek przednio-boczny oraz zaokrąglony i mocno ząbkowany wyrostek środkowy. Wszystkie pary odnóży krocznych są zwieńczone dwuczłonowymi, podzielonymi na metatarsus i telotarsus stopami. Telotarsus zaopatrzony jest w dwie długie szczecinki dotykowe. Pazurki stóp mają drobny ząbek grzbietowy w ⅓ długości. Opistosoma (odwłok) ma na błonach pleuralnych ziarnistą rzeźbę.
U zaleszczotka tego występuje system determinacji płci X0. Kariotyp samca to 2n = 69. Budowa chromosomów jest zmienna. Dość charakterystyczny dla gatunku jest akrocentryczny chromosom X, gdyż u większości zaleszczotków ma on formę metacentryczną.

## Ekologia i występowanie
Pajęczak ten jest eutroglobiontem zasiedlającym wyłącznie jaskinie krasowe.
Gatunek palearktyczny, środkowoeuropejski, endemiczny dla Karpat Zachodnich, znany wyłącznie ze Słowacji i północnego skraju Węgier. Na Słowacji stwierdzono jego występowanie w jaskiniach: Starej Brzotínskiej, Zvonivá jama, Zombor priepasť, Diviačia priepasť, Čikova diera, Fialovej, Šingliarova priepasť, Obrovská priepasť, Pri salaši II priepasť, Natrhnutá priepasť, Erňa, Slnečná priepasť, Vlčia priepasť, Veľká Peňažnica priepasť oraz Hačavskiej. Z kolei na Węgrzech jedynym znanym stanowiskiem jest jaskinia Meteor w Parku Narodowym Krasu Węgierskiego. Jest to najdalej na północ występujący przedstawiciel podrodzaju Blothrus i jedyny jego reprezentant na Słowacji.